# 小諸御影本線料金所

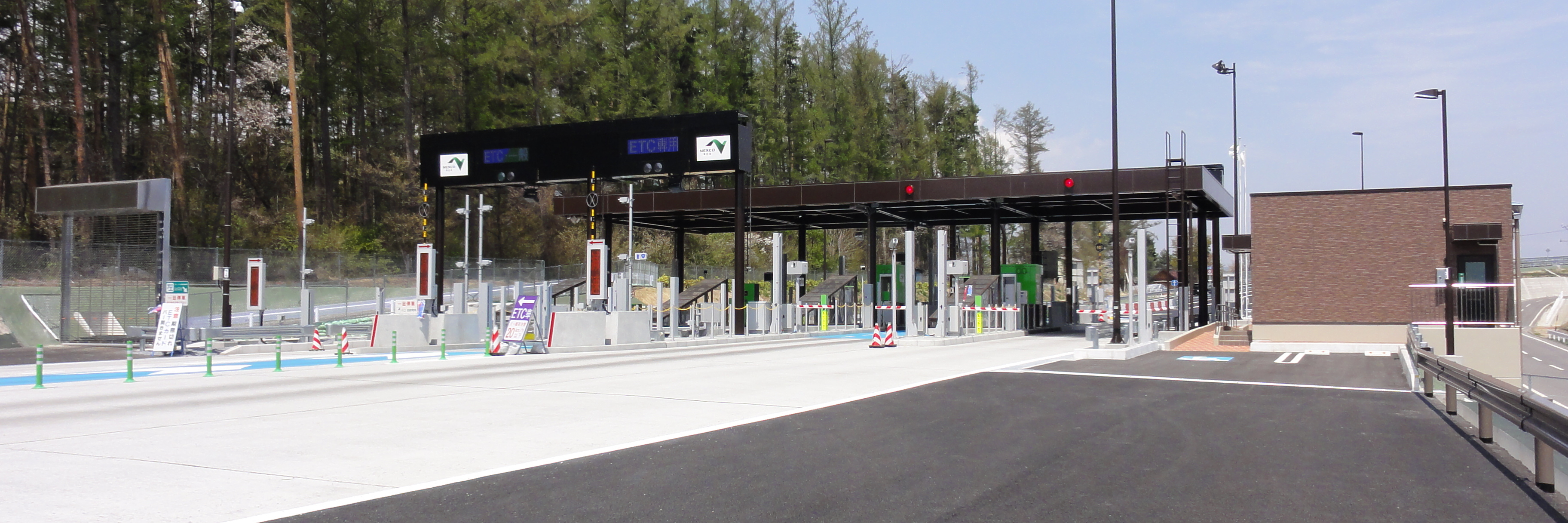
料金所（中部横断道方向から）

小諸御影本線料金所（こもろみかげほんせんりょうきんじょ）は、長野県小諸市の中部横断自動車道にある本線料金所である。
建設中の仮称は佐久本線料金所（さくほんせんりょうきんじょ）であった。

## 概要
- 佐久小諸JCTに近接して設置されている本線料金所である。中部横断道の八千穂高原IC-佐久小諸JCT間のうち、八千穂高原IC - 小諸御影TB間は国土交通省が管轄する新直轄方式によって建設された無料区間であるため、佐久北IC以南からの通行券発券や上信越道方面からの料金収受業務は当料金所にて行われている。
- それに伴い、原則として、八千穂高原IC - 小諸御影TB間は国土交通省管轄、小諸御影TB - 佐久小諸JCT間はNEXCO管轄となっている。さらに、佐久北IC - 小諸御影TB間は両者の協力区間としての扱いで、NEXCO管轄区間において冬用タイヤ規制等が実施された際には、タイヤチェックの観点から当区間の上り線（佐久小諸JCT方面）も併せて規制が実施される等の対応がなされている。[1]
- 以前は、料金所施設へは料金所名称の標識が設置されていなかったが、近年料金所両側の柱部分へ補助的に料金所名称の標識が設置された。

## 歴史
- 2009年（平成21年）9月8日 :  本線料金所の名称を「小諸御影料金所」として要望することを佐久市・小諸市が合意。
- 2010年（平成22年）6月9日 : 料金所名が正式決定（建設中の仮称は、佐久TB）。また、開通予定日は2010年度末と正式決定[2]。
- 2010年（平成22年）11月14日  : 完成目前記念イベントとして、佐久北IC-佐久小諸JCT間を歩くイベント「ハイウェイウォークこもろ」を開催。
- 2011年（平成23年）3月26日 : 佐久南IC-佐久小諸JCT間開通に伴い供用開始。

## 料金所施設
- ブース数：4

### 佐久北・八千穂高原・韮崎方面
- ブース数：2
  - ETC専用：1
  - ETC/一般：1

### 上信越道・長野・東京方面
- ブース数：2
  - ETC専用：1
  - ETC/一般：1

## 隣
E52 中部横断自動車道
佐久北IC - 小諸御影TB - 佐久小諸JCT